# Хахина, Евгения Евгеньевна
Евгения Евгеньевна Хахина (19 ноября 1981 года) — российская лыжница, призёр этапов Кубка мира. Специализировалась в спринтерских гонках.

## Карьера
В Кубке мира Хахина дебютировала 25 октября 2003 года, тогда же первый раз в карьере попала в тройку лучших на этапе Кубка мира. Всего имеет на своём счету 3 попадания в тройку лучших на этапах Кубка мира, 1 в личных гонках и 2 в командных. Лучшим достижением Хахиной в общем итоговом зачёте Кубка мира является 47-е место в сезоне 2003/04. После наиболее успешного в карьере сезона 2003/04 результаты Хахиной ухудшились и уже через два года она завершила спортивную карьеру.
За свою карьеру в чемпионатах мира и Олимпийских играх участия не принимала.
Использовала лыжи производства фирмы Atomic.